# Формула-1 — Гран-прі Німеччини 1969
Гран-прі Німеччини 1969 року — сьомий етап чемпіонату світу 1969 року з автоперегонів у класі Формула-1, який відбувся 3 серпня на трасі Нюрбургринг. У гонці спільно брали участь автомобілі Формули-1 та Формули-2.
На денному п'ятничному тренуванні загинув Герхард Міттер. Четверо гонщиків після цього відмовилися брати участь у гран-прі.
Жакі Ікс, здобувши поул, виборов другу перемогу в кар'єрі та показав своє перше найшвидше коло.

## Передумови гран-прі
Склад учасників залишався тим самим, як і на Сільверстоуні двома тижнями раніше, за винятком відсутності команди Феррарі  у повному складі та Джека Бребгема, який зламав кісточку. Австралієць був присутній у паддоку на милицях і планував повернутися до кабіни наступного гран-прі. 

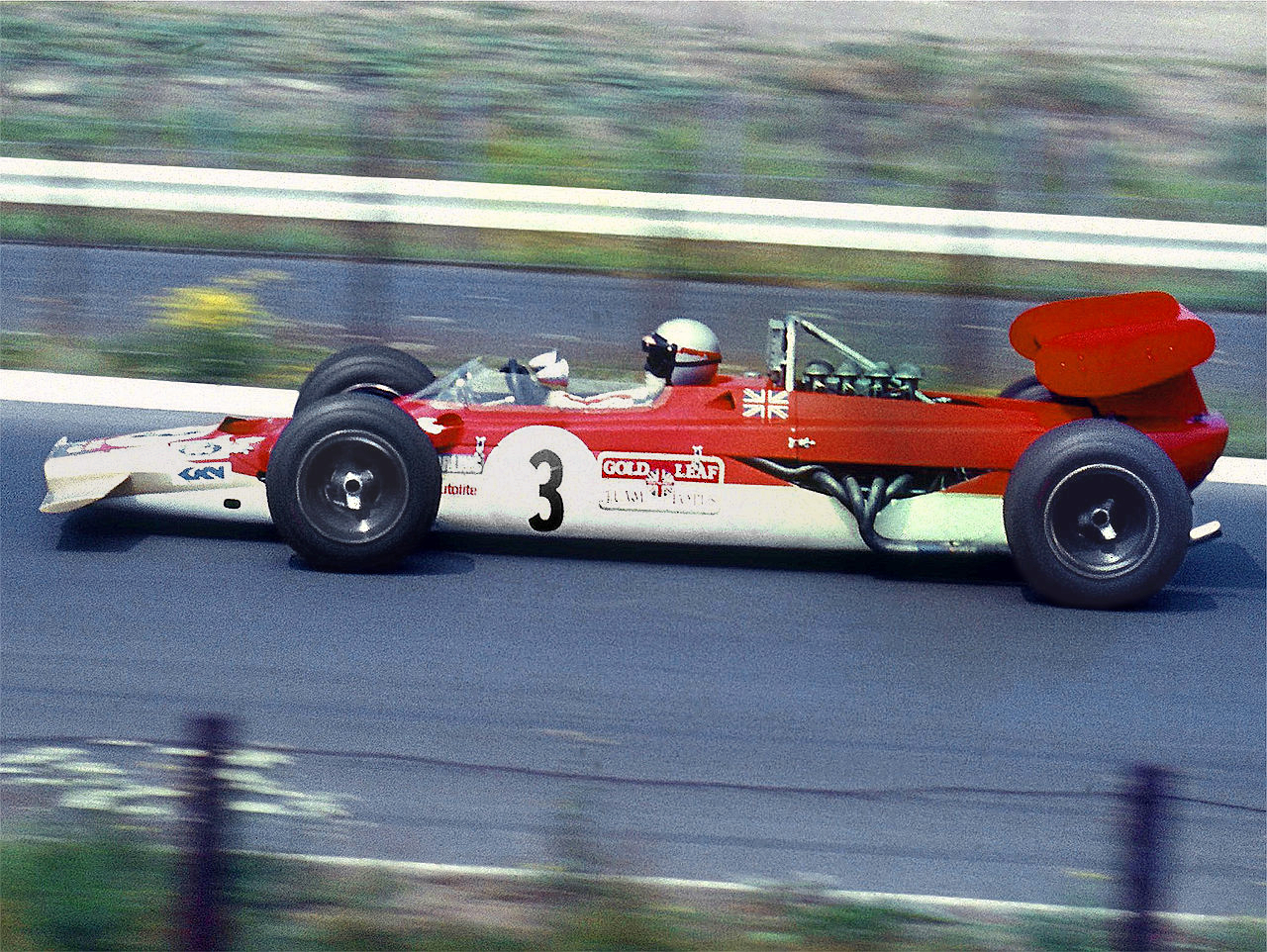
Андретті на Lotus 63

До складу пілотів приєднався Маріо Андретті на заміну Джона Майлза у команді Лотус. Він мав пілотувати експериментальний повнопривідний Lotus 63, на якому категорично відмовилися виступати Йохен Ріндт і Ґрем Хілл. Останній навіть назвав автівку «Смертельною пасткою» (англ. «Deathtrap»).
Джекі Стюарт прибув до Нюрбургрингу абсолютним лідером чемпіонату. На його рахунку вже було п'ять перемог у сезоні. За умови першого місця в Німеччині та набору найближчим переслідувачем у заліку, Брюсом Маклареном, не більше, ніж одного балу, він ставав чемпіоном на цьому етапі.
У зв'язку з невеликою кількістю учасників, організатори гран-прі Німеччини вирішили влаштувати об'єднані перегони для гоночних автомобілів Формули-1 та Формули-2, як це практикувалося кількома роками раніше. Гонщикам Формули-2 при цьому очки не зараховувалися.

## Заявлені учасники

### Формула-1
| Команда                       | №  | Пілот             | Шасі          | Двигун                   | Шини |
| ----------------------------- | -- | ----------------- | ------------- | ------------------------ | ---- |
| Gold Leaf Team Lotus          | 1  | Ґрем Хілл         | Lotus 49B     | Ford Cosworth DFV 3.0 V8 | F    |
| Gold Leaf Team Lotus          | 2  | Йохен Ріндт       | Lotus 49B     | Ford Cosworth DFV 3.0 V8 | F    |
| Gold Leaf Team Lotus          | 3  | Маріо Андретті    | Lotus 63      | Ford Cosworth DFV 3.0 V8 | F    |
| Brabham Racing Organisation   | 6  | Жакі Ікс          | Brabham BT26A | Ford Cosworth DFV 3.0 V8 | G    |
| Matra International (Tyrrell) | 7T | Джекі Стюарт      | Matra MS841   | Ford Cosworth DFV 3.0 V8 | D    |
| Matra International (Tyrrell) | 7  | Джекі Стюарт      | Matra MS80    | Ford Cosworth DFV 3.0 V8 | D    |
| Matra International (Tyrrell) | 8  | Жан-П'єр Бельтуаз | Matra MS80    | Ford Cosworth DFV 3.0 V8 | D    |
| Bruce McLaren Motor Racing    | 9  | Денні Гальм       | McLaren M7A   | Ford Cosworth DFV 3.0 V8 | G    |
| Bruce McLaren Motor Racing    | 10 | Брюс Макларен     | McLaren M7C   | Ford Cosworth DFV 3.0 V8 | G    |
| Rob Walker Racing Team        | 11 | Йо Зіфферт        | Lotus 49B     | Ford Cosworth DFV 3.0 V8 | F    |
| Antique Automobiles           | 12 | Вік Елфорд        | McLaren M7B   | Ford Cosworth DFV 3.0 V8 | G    |
| Owen Racing Organisation      | 14 | Джон Сертіс       | BRM P139      | BRM P142 3.0 V12         | D    |
| Owen Racing Organisation      | 15 | Джекі Олівер      | BRM P138      | BRM P142 3.0 V12         | D    |
| Ecurie Bonnier                | 16 | Йо Бонніер        | Lotus 49B     | Ford Cosworth DFV 3.0 V8 | F    |
| Frank Williams Racing Cars    | 17 | Пірс Кураж        | Brabham BT26A | Ford Cosworth DFV 3.0 V8 | D    |

1 Джекі Стюарт пілотував Matra MS84 лише на вільних заїздах.

### Формула-2
| Команда                    | №  | Пілот              | Шасі          | Двигун                   | Шини |
| -------------------------- | -- | ------------------ | ------------- | ------------------------ | ---- |
| Ahrens Racing Team         | 20 | Курт Аренс         | Brabham BT30  | Ford Cosworth FVA 1.6 L4 | D    |
| Roy Winkelmann Racing      | 21 | Ганс Геррманн      | Lotus 59B     | Ford Cosworth FVA 1.6 L4 | F    |
| Roy Winkelmann Racing      | 22 | Рольф Штоммелен    | Lotus 59B     | Ford Cosworth FVA 1.6 L4 | F    |
| BMW AG München             | 23 | Г'юберт Гане       | BMW F269      | BMW M12/1 1.6 L4         | D    |
| BMW AG München             | 24 | Герхард Міттер     | BMW F269      | BMW M12/1 1.6 L4         | D    |
| BMW AG München             | 25 | Дітер Квестер      | BMW F269      | BMW M12/1 1.6 L4         | D    |
| Matra Sports               | 26 | Анрі Пескароло     | Matra MS7     | Ford Cosworth FVA 1.6 L4 | D    |
| Matra Sports               | 27 | Джонні Серво-Гавен | Matra MS7     | Ford Cosworth FVA 1.6 L4 | D    |
| Tecno Racing Team          | 28 | Франсуа Север      | Tecno TF69    | Ford Cosworth FVA 1.6 L4 | D    |
| Frank Williams Racing Cars | 29 | Річард Еттвуд      | Brabham BT30  | Ford Cosworth FVA 1.6 L4 | D    |
| Squadra Tartaruga          | 30 | Ксав'є Перро       | Brabham BT23C | Ford Cosworth FVA 1.6 L4 | F    |
| Felday Engineering Ltd.    | 31 | Пітер Ветсбері     | Brabham BT30  | Ford Cosworth FVA 1.6 L4 | F    |

## Вільні заїзди

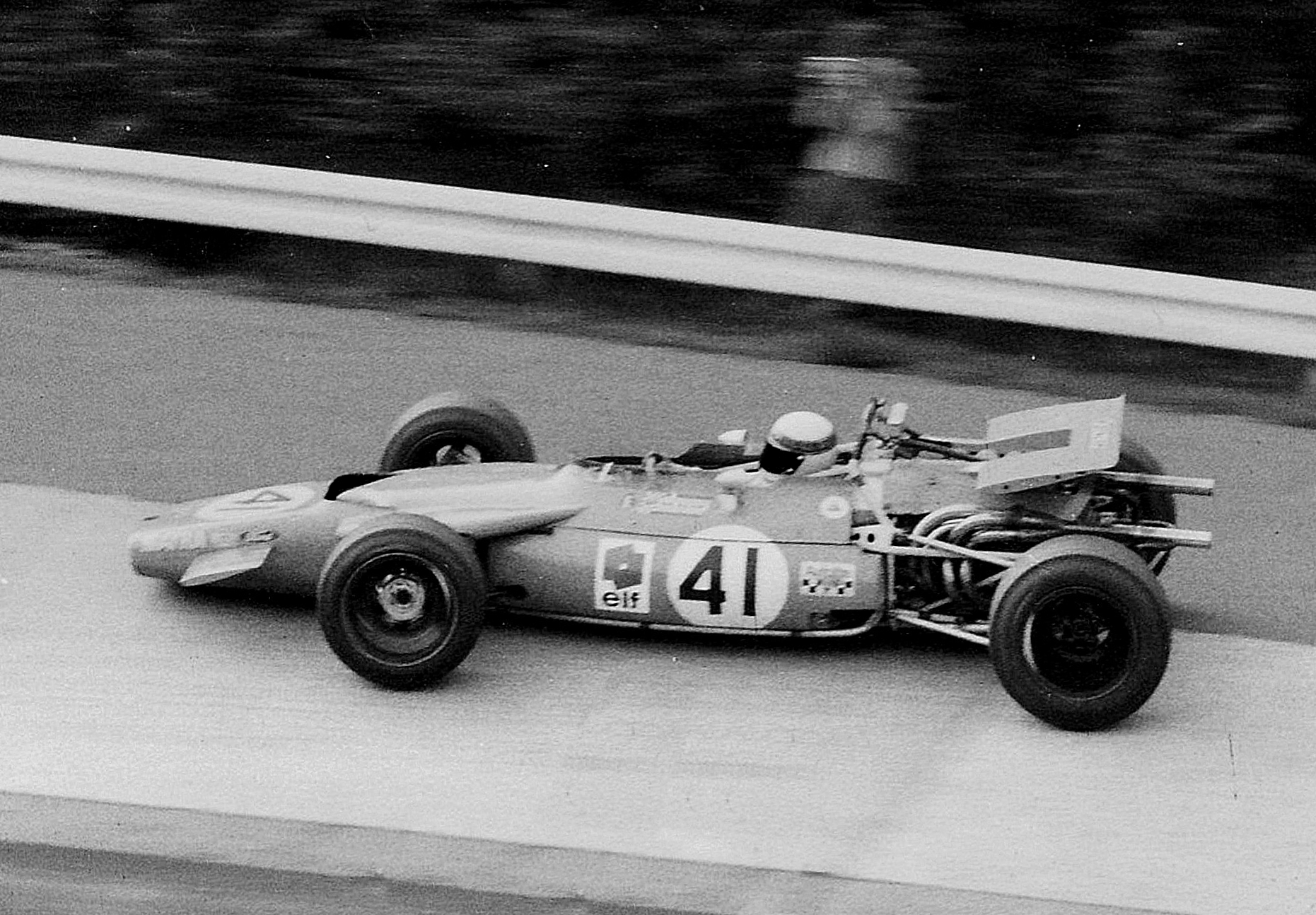
Джекі Стюарт за кермом Матра MS84

Погода протягом майже всього вікенда стояла суха, сонячна та спекотна. Гонщики почали заїзди у доброму настрої, намагаючись показати найкращий результат.
Ранкове тренування у п'ятницю пройшло спокійно, за винятком того, що Андретті проїхав лише кілька миль на повнопривідному Lotus до поламки розподільного вала, а Зіфферт переплутав час початку і прибув якраз перед закінченням, через що не показав швидкого кола.
Під час денного п'ятничного тренування Ікс, Зіфферт, Стюарт, Ріндт і Макларен подолали 8-хвилинний бар'єр проходження кола. Серво-Гавен набагато випередив інших гонщиків Формули-2 і показував швидкість майже таку, як Сертіс на BRM. Практика Олівера була недовгою, оскільки паливна система на другому BRM вийшла з ладу.

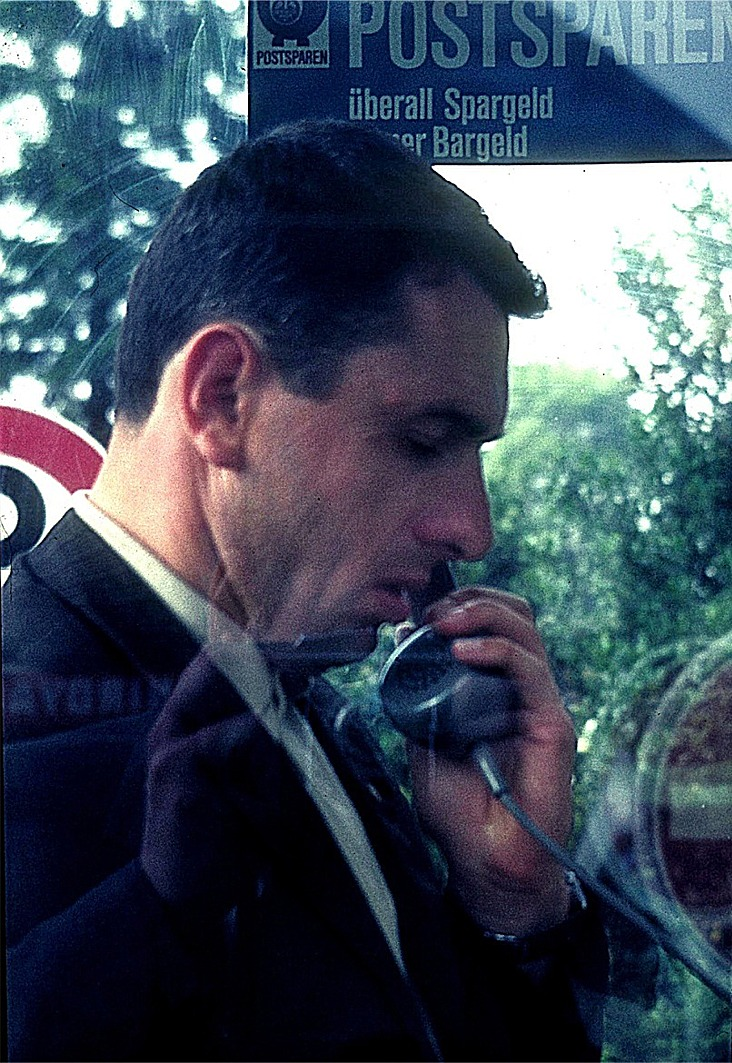
Герхард Міттер

Герхард Міттер потрапив у летальну аварію між Flugplatz та Schwedenkreuz. Ймовірно, це відбулося через несправність передньої підвіски. За словами очевидців, у його BMW 269 відірвалося колесо, і німець нічого не міг зробити. Коли стюарди приспіли на допомогу, Міттер був уже мертвий: шия була зламана основою шолома. Г'юберт Гане, Дітер Квестер і Ганс Германн відмовилися після цього від участі у перегонах.
На суботніх заїздах Ікс покращив свій час до 7 хвилин 42,1 секунди, у той час як Стюарт відповів результатом у 7 хвилин 42,4 секунди. Андретті покращив своє коло з 8 хвилин 58 секунд до 8 хвилин 15 секунд, після чого на боліді зламався ще один розподільний вал, і вже другий двигун Cosworth вийшов з ладу. Боннієр, який не виступав у п'ятницю, очікуючи доставку авто, нарешті отримав свій Lotus 49B, втім, йому було так тісно в кабіні, що він не міг зігнути праву руку, аби керувати важелем перемикання передач, і мав справлятися лівою.
Джекі Стюарт на тренуваннях пілотував повнопривідну Матра MS84, але зауважив, що вона нервово веде себе у поворотах, і у кваліфікації виступав на своїй звичайній МS80. Жакі Ікс, залишившись єдиним представником команди Бребгем, мав на вибір BT26-3 і BT26-4 і, зрештою, віддав перевагу новішому. Джон Сертіс вирішив, що його BRM P139 надто небезпечна через проблеми з підвіскою для даної траси, і також не брав участі у гран-прі.
Незважаючи на короткочасний дощ після тренувань, чудова погода зберігалася протягом усієї неділі, і, за приблизними оцінками, 350 000 глядачів відвідали Нюрбургринг, аби подивитись перегони.

## Кваліфікація
| Поз | №  | Пілот              | Команда       | Час    | Проміжок |
| --- | -- | ------------------ | ------------- | ------ | -------- |
| 1   | 6  | Жакі Ікс           | Бребгем-Форд  | 7:42.1 | —        |
| 2   | 7  | Джекі Стюарт       | Матра-Форд    | 7:42.4 | +0.3     |
| 3   | 2  | Йохен Ріндт        | Лотус-Форд    | 7:48.0 | +5.9     |
| 4   | 11 | Йо Зіфферт         | Лотус-Форд    | 7:50.3 | +8.2     |
| 5   | 9  | Денні Гальм        | Макларен-Форд | 7:52.8 | +10.7    |
| 6   | 12 | Вік Елфорд         | Макларен-Форд | 7:54.8 | +12.7    |
| 7   | 17 | Пірс Кураж         | Бребгем-Форд  | 7:56.1 | +14.0    |
| 8   | 10 | Брюс Макларен      | Макларен-Форд | 7:56.5 | +14.4    |
| 9   | 1  | Ґрем Хілл          | Лотус-Форд    | 7:57.0 | +14.9    |
| 10  | 8  | Жан-П'єр Бельтуаз  | Матра-Форд    | 8:00.3 | +18.2    |
| 11  | 27 | Джонні Серво-Гавен | Матра-Форд    | 8:11.1 | +29.0    |
| 12  | 14 | Джон Сертіс        | БРМ           | 8:12.1 | +30.0    |
| 13  | 28 | Франсуа Север      | Техно-Форд    | 8:13.9 | +31.8    |
| 14  | 26 | Анрі Пескароло     | Матра-Форд    | 8:14.8 | +32.7    |
| 15  | 3  | Маріо Андретті     | Лотус-Форд    | 8:12.1 | +30.0    |
| 16  | 15 | Джекі Олівер       | БРМ-Форд      | 8:16.2 | +34.1    |
| 17  | 23 | Г'юберт Гане       | БМВ           | 8:19.5 | +37.4    |
| 18  | 31 | Пітер Ветсбері     | Бребгем-Форд  | 8:20.0 | +37.9    |
| 19  | 20 | Курт Аренс         | Бребгем-Форд  | 8:23.2 | +41.1    |
| 20  | 29 | Річард Еттвуд      | Бребгем-Форд  | 8:24.6 | +42.5    |
| 21  | 25 | Дітер Квестер      | БМВ           | 8:26.8 | +44.7    |
| 22  | 22 | Рольф Штоммелен    | Лотус-Форд    | 8:28.1 | +46.0    |
| 23  | 16 | Йо Бонніер         | Лотус-Форд    | 8:35.0 | +52.9    |
| 24  | 30 | Ксав'є Перро       | Бребгем-Форд  | 8:35.4 | +53.3    |
| 25  | 24 | Герхард Міттер     | БМВ           | 8:36.5 | +54.4    |
| 26  | 21 | Ганс Геррманн      | Лотус-Форд    | 8:50.3 | +1:08.2  |

## Хід перегонів

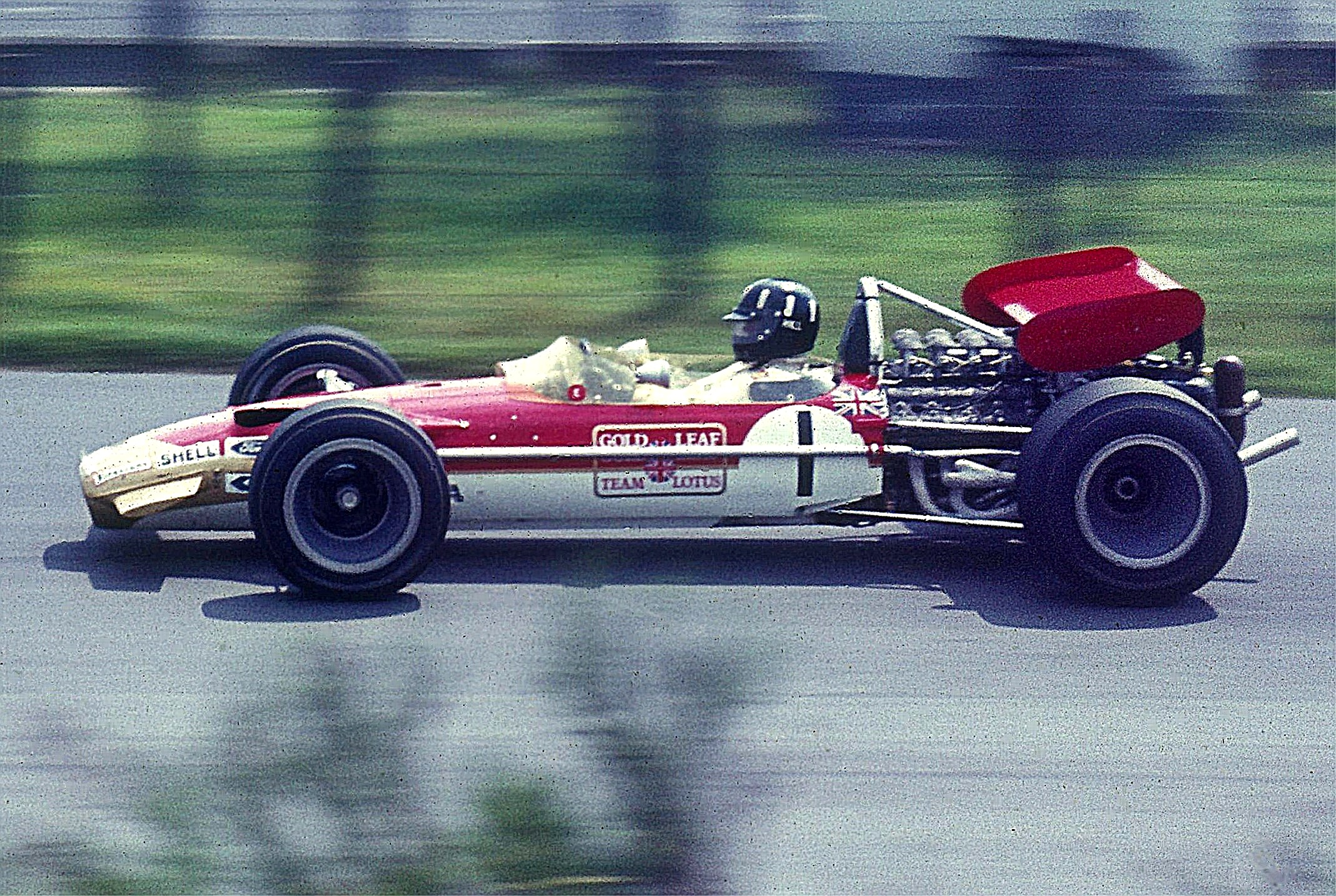
Ґрем Хілл на трасі

Жакі Ікс, маючи поул, пропустив момент старту і після кількох поворотів опинився на четвертій позиції. У лідери вийшов Стюарт, відразу за яким трималися Зіфферт та Ріндт. Маріо Андретті, намагаючись впоратися зі своїм повнопривідним болідом, розбив його, не проїхавши і кількох кілометрів дистанції. На його відламане колесо відразу наїхав Вік Елфорд. Вилітаючи з траси, його McLaren кілька разів перекинувся. Андретті допоміг Елфорду залишити розбиту автівку, а заразом і надав першу медичну допомогу, оскільки рука британця виявилася зламаною в трьох місцях. На другому колі Кураж надто круто звернув на спуск, і його Brabham опинився в кюветі. Боннієр після чотирьох кіл заїхав у бокси з бензобаком, що почав протікати.
У лідируючій групі Жакі Ікс поступово скорочував відставання від Стюарта. Спершу він обігнав Ріндта, який мав проблеми із запалюванням, через що той за кілька кіл і зійшов. Зіфферт також недовго чинив опір натиску бельгійця. Після цього двох лідерів чемпіонату поділяли лише 9 секунд, на ліквідацію яких в Ікса пішло ще кілька кіл. На сьомому — він випередив і шотландця. Втім, з шостого кола Стюарт мав проблеми з коробкою передач: перехід на підвищені передачі доводилося дублювати, оскільки механізм не завжди спрацьовував правильно. Однак, ще протягом двох кіл шотландець тримався за Іксом, не пресингуючи, але залишаючись у дзеркалах бельгійця, і очікуючи на його помилку. Втім, цього не сталося, і на десятому колі Matra сповільнилася майже на десять секунд. Ріндт заїхав у бокси після дев'яти кіл, скаржачись, що його двигун глухне, але його повернули на трасу, проте на наступному колі зійшов остаточно. У Гальма вийшла з ладу коробка передач, яка видавала шум і міцно блокувалася, навіть у той час, коли механіки відкочували болід.

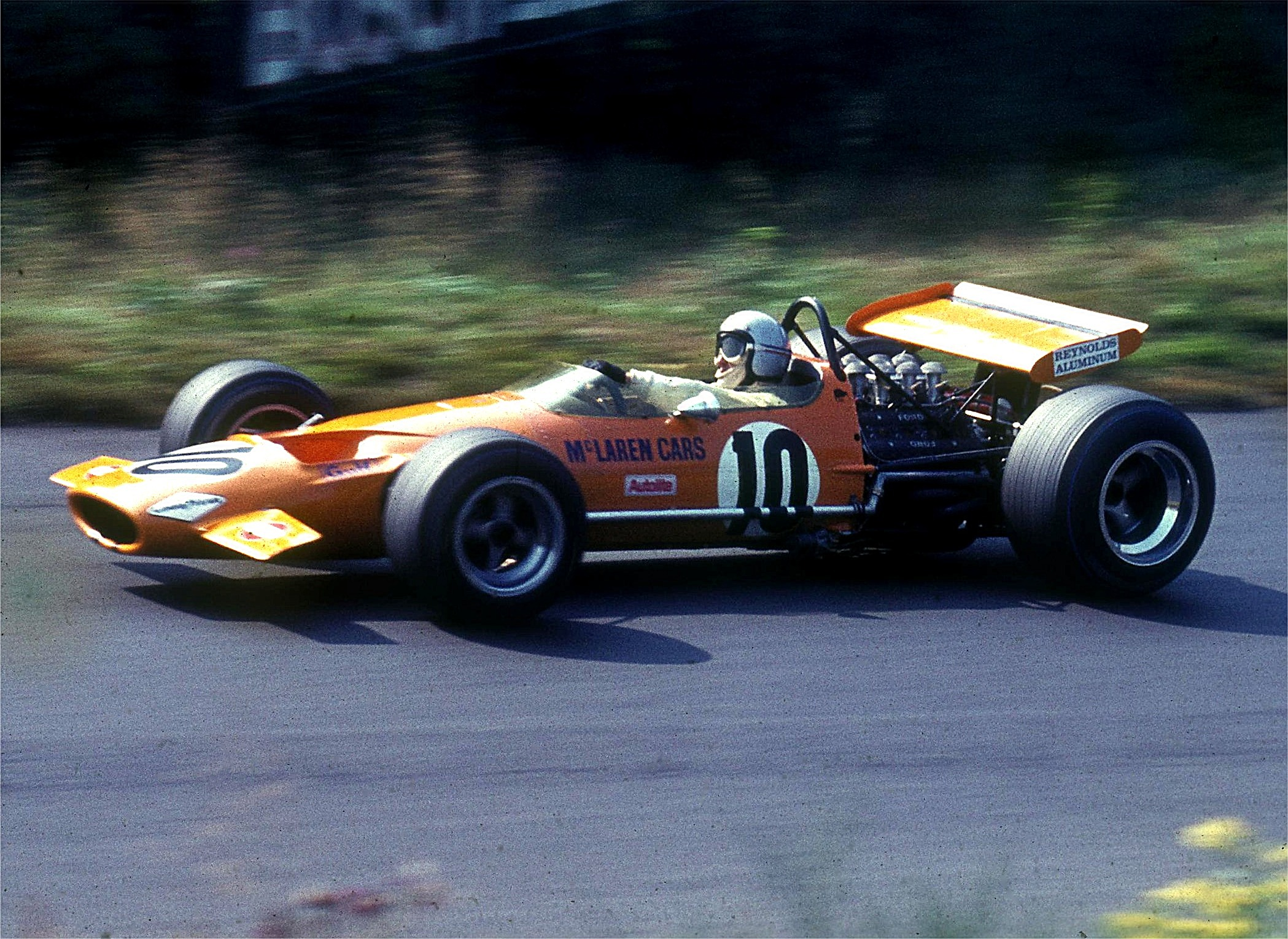
Пілотує Брюс Макларен

Після повернення лідерства Ікс очолював пелетон до самого фінішу і здобув свою першу перемогу для команди Бребгем. Стюарт, відставши на хвилину, приїхав до фінішу другим. Зіфферт впевнено йшов третім, коли на тринадцятому колі, неподалік Карусселя, його підвіска зламалася, і він, залишившись неушкодженим, з'їхав з траси. Третім несподівано став Брюс МакЛарен, четвертим – Ґрем Хілл. Загалом, з пілотів, які виступали на машинах Формули-1, дісталися тільки ці четверо. При цьому з восьми пілотів Формули-2 достроково зійшли лише двоє. Першим у своєму класі став француз Анрі Пескароло, який фінішував п'ятим у загальному заліку. Штоммелен, Еттвуд та Аренс боролися за друге місце. На останньому відрізку з-під Lotus 59B вирвалося полум'я, від чого Штоммелен не зупинився, а продовжив їхати до фініша, де, як він знав, мав бути начальник пожежної охорони. Полум'я швидко загасили, і, хоча цей інцидент позбавив німця другого місця, він не отримав жодних опіків. Другим і третім стали Річард Еттвуд, який виступав за команду Френка Вільямса, та Курт Аренс на особистому Brabham BT30.

## Результати
|      | Пілот              | Команда       | Кіл | Час                          | Старт | Очок |
| ---- | ------------------ | ------------- | --- | ---------------------------- | ----- | ---- |
| 1    | Жакі Ікс           | Бребгем-Форд  | 14  | 1:49:55,4                    | 1     | 9    |
| 2    | Джекі Стюарт       | Матра-Форд    | 2   | +57,7                        | 4     | 6    |
| 3    | Брюс Макларен      | Макларен-Форд | 14  | +3:21,6                      | 8     | 4    |
| 4    | Ґрем Хілл          | Лотус-Форд    | 14  | +3:58,8                      | 9     | 3    |
| 5    | Анрі Пескароло     | Матра-Форд    | 14  | +7:11,0                      | 17    |      |
| 6    | Річард Еттвуд      | Бребгем-Форд  | 13  | +1 коло                      | 20    |      |
| 7    | Курт Аренс         | Бребгем-Форд  | 13  | +1 коло                      | 19    |      |
| 8    | Рольф Штоммелен    | Лотус-Форд    | 13  | +1 коло                      | 21    |      |
| 9    | Пітер Ветсбері     | Бребгем-Форд  | 13  | +1 коло                      | 18    |      |
| 10   | Ксав'є Перро       | Бребгем-Форд  | 13  | +1 коло                      | 22    |      |
| 11   | Йо Зіфферт         | Лотус-Форд    | 12  | підвіска                     | 4     | 2    |
| 12   | Жан-П'єр Бельтуаз  | Матра-Форд    | 12  | підвіска                     | 10    | 1    |
| Схід | Денні Гальм        | Макларен-Форд | 11  | трансмісія                   | 5     |      |
| Схід | Джекі Олівер       | БРМ-Форд      | 13  | витік палива                 | 20    |      |
| Схід | Йохен Ріндт        | Лотус-Форд    | 10  | запалювання                  | 3     |      |
| Схід | Франсуа Север      | Техно-Форд    | 9   | шестерня приводу             | 16    |      |
| Схід | Джонні Серво-Гавен | Матра-Форд    | 6   | двигун                       | 15    |      |
| Схід | Йо Бонніер         | Лотус-Форд    | 4   | витік палива                 | 14    |      |
| Схід | Пірс Кураж         | Бребгем-Форд  | 1   | аварія                       | 7     |      |
| Схід | Вік Елфорд         | Макларен-Форд | 0   | аварія                       | 6     |      |
| Схід | Маріо Андретті     | Лотус-Форд    | 0   | аварія                       | 12    |      |
| Відм | Джон Сертіс        | БРМ           |     | проблеми з підвіскою/відмова | 11    |      |
| Відм | Г'юберт Гане       | БМВ           |     | відмова                      | 23    |      |
| Відм | Дітер Квестер      | БМВ           |     | відмова                      | 24    |      |
| Відм | Ганс Геррманн      | Лотус-Форд    |     | відмова                      | 26    |      |
| НС   | Герхард Міттер     | БМВ           |     | летальна аварія              | 25    |      |

## Кола лідирування
- 1—6 — Джекі Стюарт;
- 7—14 — Жакі Ікс.

## Галерея пілотів

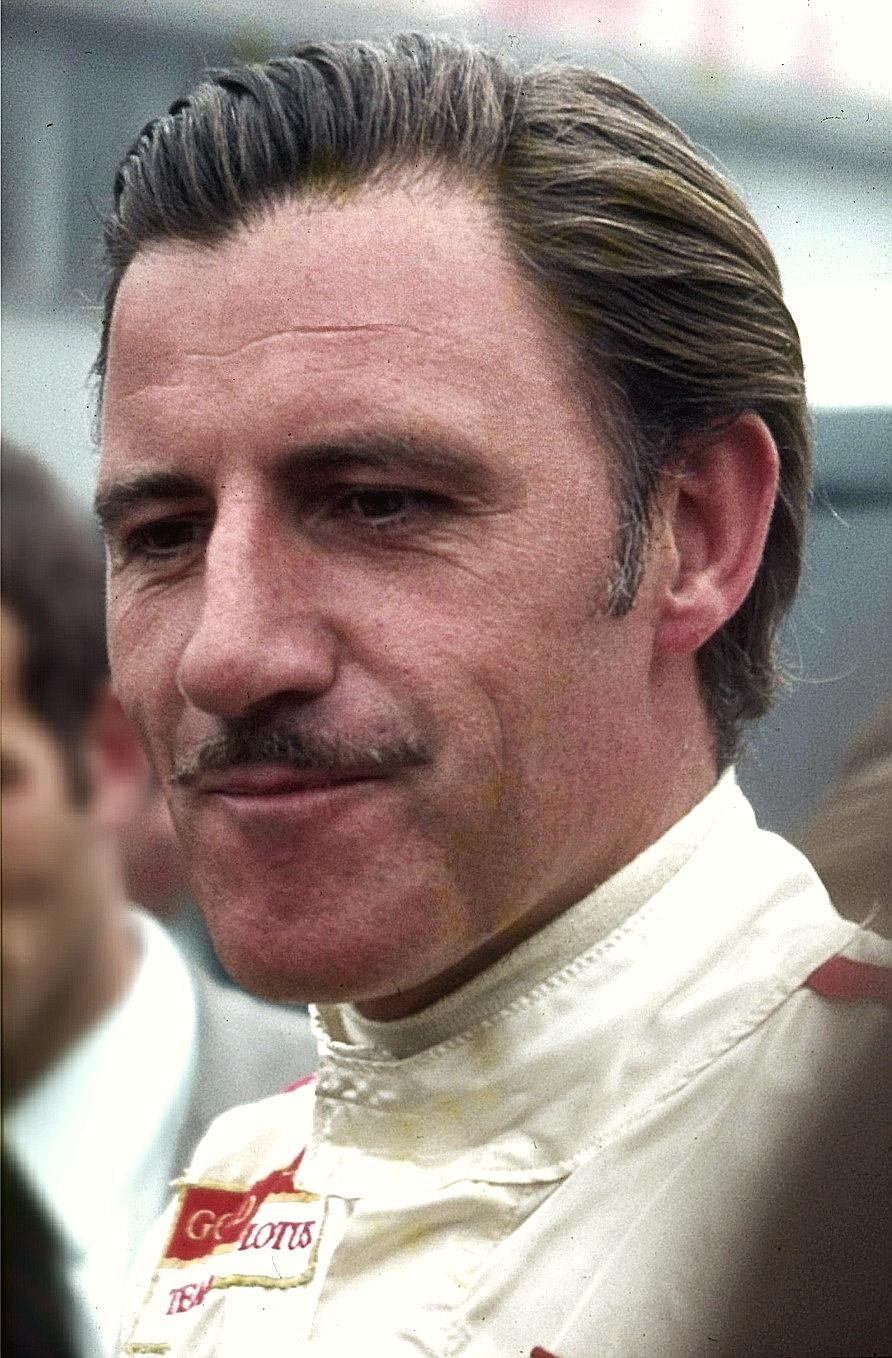
Ґрем Хілл
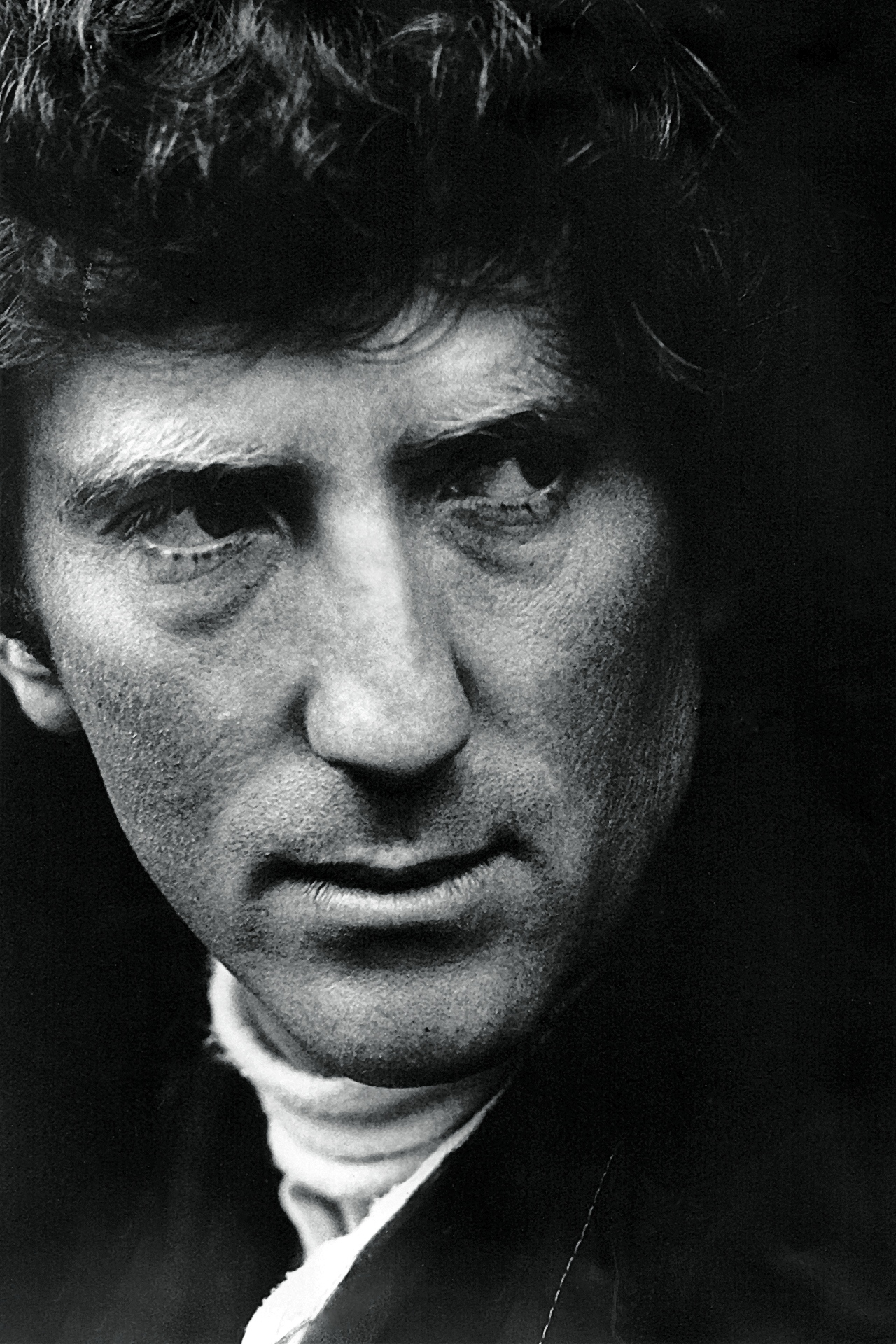
Йохен Ріндт
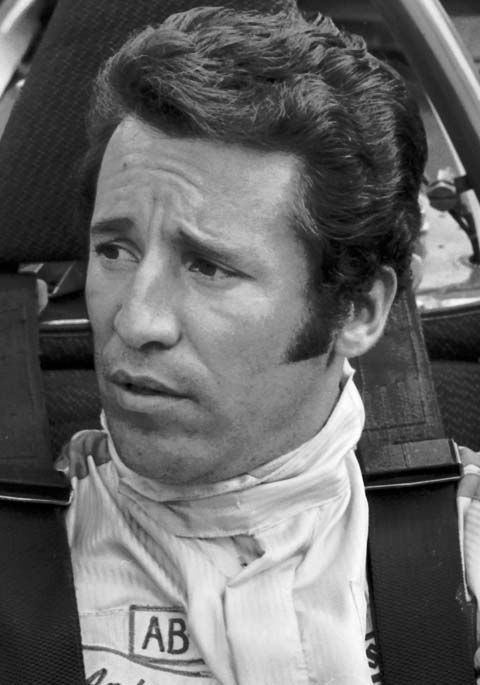
Маріо Андретті
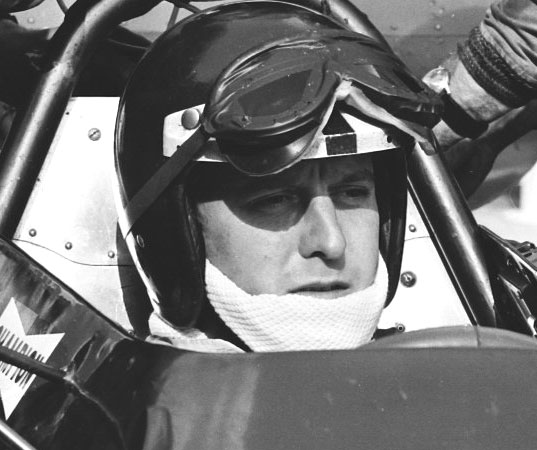
Джекі Олівер

## Положення в чемпіонаті після Гран-прі
| Поз | Пілот         | Очки |
| --- | ------------- | ---- |
| 1   | Джекі Стюарт  | 51   |
| 2   | Жакі Ікс      | 22   |
| 3   | Брюс Макларен | 21   |
| 4   | Ґрем Хілл     | 19   |
| 5   | Йо Зіфферт    | 15   |

| Поз | Конструктор   | Очки    |
| --- | ------------- | ------- |
| 1   | Матра-Форд    | 51      |
| 2   | Бребгем-Форд  | 28      |
| 3   | Лотус-Форд    | 28      |
| 4   | Макларен-Форд | 24 (26) |
| 5   | Феррарі       | 4       |

- Примітка: Тільки 5 позицій включені в обидві таблиці.

## Наслідки
- Джекі Стюарт і кілька інших учасників виступили за убезпечення траси. Автомобільний клуб Німеччини обіцяв покращення на 1970 рік, і наступне гран-прі відбулося на Гоккенгаймі. Оновлений Нюрбургринг відкрили в сезоні 1971 року.[1]
- Німецький автогонщик Удо Шютц, який у червні 1969 року потрапив у аварію на 24 годинах Ле-Мана, після смерті у серпні на трасі Міттера остаточно вирішив назавжди залишити перегони.[5]